# Eva Rehfuess
Eva Annette Rehfuess (* 1976 in München) ist eine deutsche Public Health Wissenschaftlerin und Hochschullehrerin an der Ludwig-Maximilians-Universität München.

## Werdegang
Rehfuess studierte von 1995 bis 1998 Biologie an der University of Oxford. Von 1999 bis 2000 erhielt sie ein Stipendium der Robert Bosch Stiftung und nahm an deren Stiftungskolleg für Internationale Aufgaben teil. Anschließend war sie mehrere Jahre für die Weltgesundheitsorganisation (WHO) in Genf tätig. Sie arbeitete dort im Department for Public Health and Environment unter anderem im INTERSUN-Programm an der Weiterentwicklung des UV-Indexes und an Konzepten zur Hautkrebsprävention in Schulen sowie zur umweltbezogenen Gesundheit von Kindern im Allgemeinen. Vor allem baute sie von 2002 bis 2009 das WHO Programm zu Household Air Pollution für Länder mit niedrigem und mittlerem Einkommen auf und leitete dieses. Parallel dazu promovierte sie von 2003 bis 2008 in Epidemiologie und Public Health am Imperial College London.
Im Jahr 2009 wechselte sie als Senior Scientist an das Institut für Medizinische Informationsverarbeitung, Biometrie und Epidemiologie der Ludwig-Maximilians-Universität München und habilitierte sich dort 2014 in Epidemiologie und Public Health an der Medizinischen Fakultät. Seit 2015 ist sie außerdem Adjunct Full Professor an der Gillings School of Global Public Health der University of North Carolina at Chapel Hill.
2018 wurde sie als Lehrstuhlinhaberin für Public Health und Versorgungsforschung an der Medizinischen Fakultät der Ludwig-Maximilians-Universität München berufen. Sie setzt sich für den Ausbau der Pettenkofer School of Public Health, einem Zusammenschluss der Ludwig-Maximilians-Universität München, des Helmholtz Zentrums München und des Bayerischen Landesamtes für Gesundheit und Lebensmittelsicherheit, ein. Seit 2020 leitet sie das neu geschaffene WHO Collaborating Centre für Evidence-Based Public Health an der Ludwig-Maximilians-Universität München.

## Forschung
Forschungsschwerpunkte von Rehfuess sind evidenzbasierte Public Health und globale Gesundheit.
Im Bereich evidenzbasierte Public Health befasst sie sich mit einer Vielfalt von Methoden für die Entwicklung, Anpassung, Umsetzung und vor allem Evaluation von komplexen Interventionen in komplexen Systemen – lokal, national und international. Diese Methoden finden u. a. in den Bereichen Public Health Nutrition und Umwelt und Gesundheit aber auch im Zuge der COVID-19-Pandemie ihre Anwendung. Rehfuess gilt als international renommierte Expertin für systematische Reviews und Leitlinien zu Public Health Fragen und engagiert sich für Wissenstranslation und die Nutzung von Evidenz in Entscheidungsprozessen. Sie ist Mitbegründerin von Cochrane Public Health Europe und Methods Editor der Public Health Gruppe der Cochrane Collaboration.
Im Bereich globale Gesundheit hat Rehfuess sich intensiv mit den gesundheitlichen Folgen von Luftverschmutzung durch Kochen und Heizen mit einfachen Brennstoffen befasst und bei der WHO ein Programm aufgebaut, das mögliche Lösungsstrategien erarbeitet. Aktuell forscht sie vor allem zur Verbesserung der Kinder- und Frauengesundheit in Nepal und zu Maßnahmen der Prävention und Behandlung von nicht-übertragbaren Krankheiten und Verkehrsunfällen in Subsahara-Afrika. Sie leitet als deutsche Koordinatorin das deutsch-afrikanische Forschungskonsortium Collaboration for Evidence-Based Healthcare and Public Health in Africa (CEBHA+) und ist Teil des Sprecher-Trios der German Alliance for Global Health Research (GLOHRA).

## Auszeichnungen
- 2020, 2021, 2022, 2023 Highly Cited Researcher im Ranking des US-Unternehmens Clarivate Analytics[8][9][10][11]
- 2014 David-Sackett-Preis für die Arbeit Enablers and Barriers to Large-Scale Uptake of Improved Solid Fuel Stoves: A Systematic Review[12]
- 2012 Stiftungspreis der Therese von Bayern-Stiftung[13]